# Boryspil
Boryspil (ukrainska: Бориспіль uttal (fil)) är en stad i Kiev oblast i norra Ukraina, cirka 35 km från huvudstaden Kiev. Folkmängden uppgår till cirka 59 000 invånare (2012).
Boryspil är känd som stad åtminstone sedan 1154 och under sitt moderna namn sedan 1590, men det var inte förrän 1956 som Boryspil fick sina stadsrättigheter. 
I Boryspil ligger Ukrainas största flygplats, Boryspils internationella flygplats, och staden har några mindre industriveksamheter. Kievs tunnelbana går sedan 23 maj 2008 till Boryspil.

## Kända personer från Boryspil
- Pavlo Tjubinskyj, poet